# Lejeunea tuberculiflora
Lejeunea tuberculiflora là một loài Rêu trong họ Lejeuneaceae. Loài này được E.W. Jones ex Pócs mô tả khoa học đầu tiên năm 1979.